# Daphne Robb-Hasenjäger
Daphne Robb-Hasenjäger   (Pretòria, 2 de juliol de 1929), és una atleta sud-africana, ja retirada, especialista en curses de velocitat, que va competir durant les dècades de 1940 i 1950.
El 1948 va prendre part en els Jocs Olímpics d'Estiu de Londres, on disputà dues proves del programa d'atletisme. Fou sisena en els 200 metres, mentre quedà eliminada en semifinals en la prova dels 100 metres. Quatre anys més tard, als Jocs de Hèlsinki, guanyà la medalla de plata en els 100 metres, rere Marjorie Jackson, mentre en els 200 metres fou sisena.
En el seu palmarès també destaca una medalla de bronze als Jocs de l'Imperi Britànic de 1950 en les 220 iardes. Durant la seva carrera esportiva va batre diversos rècords nacionals. Es retirà poc després dels Jocs de 1952.

## Millors marques
- 100 metres. 11.8" (1952)
- 200 metres. 24.2" (1952)[1][5]